# 1990 BF
1990 BF är en asteroid i huvudbältet som upptäcktes den 21 januari 1990 av de båda japanska astronomerna Toshimasa Furuta och Yoshikane Mizuno vid Kani-observatoriet.
Asteroiden har en diameter på ungefär 5 kilometer.